# Лопатино (село, Лямбирский район)
 Лопатино  — село в Лямбирском районе Мордовии в составе  Саловского сельского поселения.

## География
Находится на расстоянии примерно 10 километров по прямой на северо-запад от города Саранск.

## История
Известно с 1869 года как владельческое село Саранского уезда из 75 дворов, название по фамилии владельцев.

## Население
Постоянное население составляло 395 человек (русские 53%, мордва-мокша 28%) в 2002 году, 395 в 2010 году .